# Arena da Amazônia

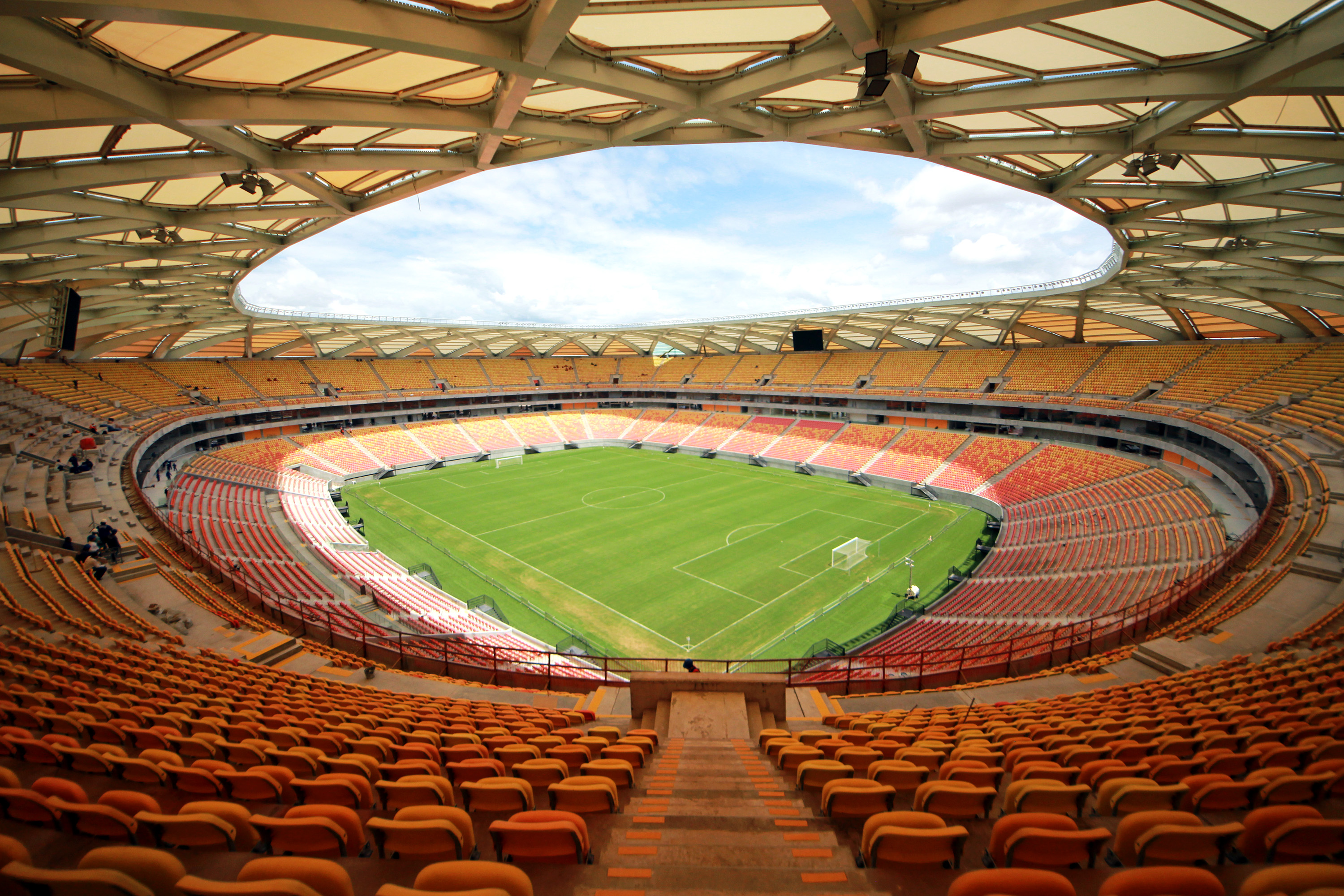
Vista interior del nuevo estadio.

El Arena da Amazônia es un estadio de fútbol de la ciudad de Manaos, capital del estado de Amazonas, Brasil. Está situado en el barrio de Flores y fue construido en el mismo lugar que antes ocupaba el Estadio Vivaldão, para ser utilizado como una de las 12 sedes de la Copa Mundial de la FIFA en 2014 siendo inaugurado el 9 de marzo de 2014. El arquitecto autor del proyecto fue la firma alemana GMP. 
El coste de la construcción fue asumido en un 25 % por el Gobierno del Estado de Amazonas y el 75 % restante por BNDES, siendo la contratista Andrade Gutiérrez la ganadora de la licitación para su construcción.

## Eventos

### Copa Mundial de Fútbol de 2014
Estos son los cuatro partidos de la Copa Mundial que se disputaron en este recinto:
| Fecha               | Equipo #1      | Resultado | Equipo #2 | Ronda                 | Espectadores |
| ------------------- | -------------- | --------- | --------- | --------------------- | ------------ |
| 14 de junio de 2014 | Inglaterra     | 1–2       | Italia    | Primera fase, Grupo D | 39 800       |
| 18 de junio de 2014 | Camerún        | 0–4       | Croacia   | Primera fase, Grupo A | 39 982       |
| 22 de junio de 2014 | Estados Unidos | 2–2       | Portugal  | Primera fase, Grupo G | 40 123       |
| 25 de junio de 2014 | Honduras       | 0–3       | Suiza     | Primera fase, Grupo E | 40 322       |

### Juegos Olímpicos de Río de Janeiro 2016
Estos son los partidos de los Juegos Olímpicos de Río de Janeiro 2016 que se disputaron en este estadio:
| Fecha               | Fase                            | Local    |                     | Resultado |                           | Visitante      | Espectadores |
| ------------------- | ------------------------------- | -------- | ------------------- | --------- | ------------------------- | -------------- | ------------ |
| 4 de agosto de 2016 | Torneo Masculino Fase de grupos | Suecia   | Bandera de Suecia   | 2–2       | Bandera de Colombia       | Colombia       | 40.996       |
| 4 de agosto de 2016 | Torneo Masculino Fase de grupos | Nigeria  | Bandera de Nigeria  | 5–4       | Bandera de Japón          | Japón          | 29 996       |
| 7 de agosto de 2016 | Torneo Masculino Fase de grupos | Suecia   | Bandera de Suecia   | 0–1       | Bandera de Nigeria        | Nigeria        | 23 892       |
| 7 de agosto de 2016 | Torneo Masculino Fase de grupos | Japón    | Bandera de Japón    | 2–2       | Bandera de Colombia       | Colombia       | 26 603       |
| 9 de agosto de 2016 | Torneo Femenino Fase de grupos  | Colombia | Bandera de Colombia | 2–2       | Bandera de Estados Unidos | Estados Unidos | 30 557       |
| 9 de agosto de 2016 | Torneo Femenino Fase de grupos  | Brasil   | Bandera de Brasil   | 0–0       | Bandera de Sudáfrica      | Sudáfrica      | 38 415       |